# Tragom duše
Tragom duše je godišnje foto-takmičenje u Republici Srpskoj u organizaciji Vikimedijine zajednice iz Republike Srpske. Učesnici takmičenja šalju svoje autorske fotografije prirodnih i kulturnih dobara na Vikimedijinoj ostavi, gde ih objavljuju pod uslovima Creative Commons licence. Cilj takmičenja je popularizacija kulturnih i prirodnih dobara Republike Srpske i unapređenje dostupnosti riznice kulturnog i istorijskog nasljeđa na internetu. Takmičenje Tragom duše predstavlja kombinaciju takmičenja Viki voli spomenike i Viki voli Zemlju.
Prvo takmičenje „Tragom duše“ održano je od 1. jula do 31. avgusta 2015. godine. Do sada je prikupljeno preko 9.000 fotografija. Fotografije se kategorišu u dve kategorije: nepokretna kulturna dobara i prirodna dobra. Stručni žiri, sastavljen od nekoliko članova iz različitih sfera, vrši izbor deset najboljih fotografija za obe kategorije.

## Pravila
Po propoziciji organizatora, takmičenje je otvoreno za svakog. Ne postoji ograničenje u broju poslatih fotografija. Prilikom slanja fotografije potrebno je da ona predstavlja jasni detalj, deo ili celinu fotografisanog dobra koji se nalazi na spisku dobara. Sve fotografije moraju biti autorsko delo i moraju se objaviti pod uslovima Creative Commons 4.0 licence. Da bi fotografija ušla u takmičarski deo ona mora da se pošalje u vremenu trajanja takmičenja.
U cilju pravljenje kvalitetnih fotografija, organizatori su izdali preporuke i savete. Takođe, date je i uputstvo o bezbednosti učesnika, lokaliteta i staništa.

## Galerija
Pobedničke fotografije iz 2020. godine.
- Stari grad Trebinje, Autor: ER photography
- Banj brdo — spomenik, Autor: Svjetlopis, Vladimir Tadić.
- Tvrdjava Doboj, Autor: Inga Cvijanovic.
- Kuk, izlazak sunca, Autor: Драганрадић.
- Autor: Божић Предраг.
- Bardača, Autor: Milenaer agree.

## Spoljašnje veze
- Zvanična internet stranica foto-konkursa Tragom duše